# Fred G. Hellwig

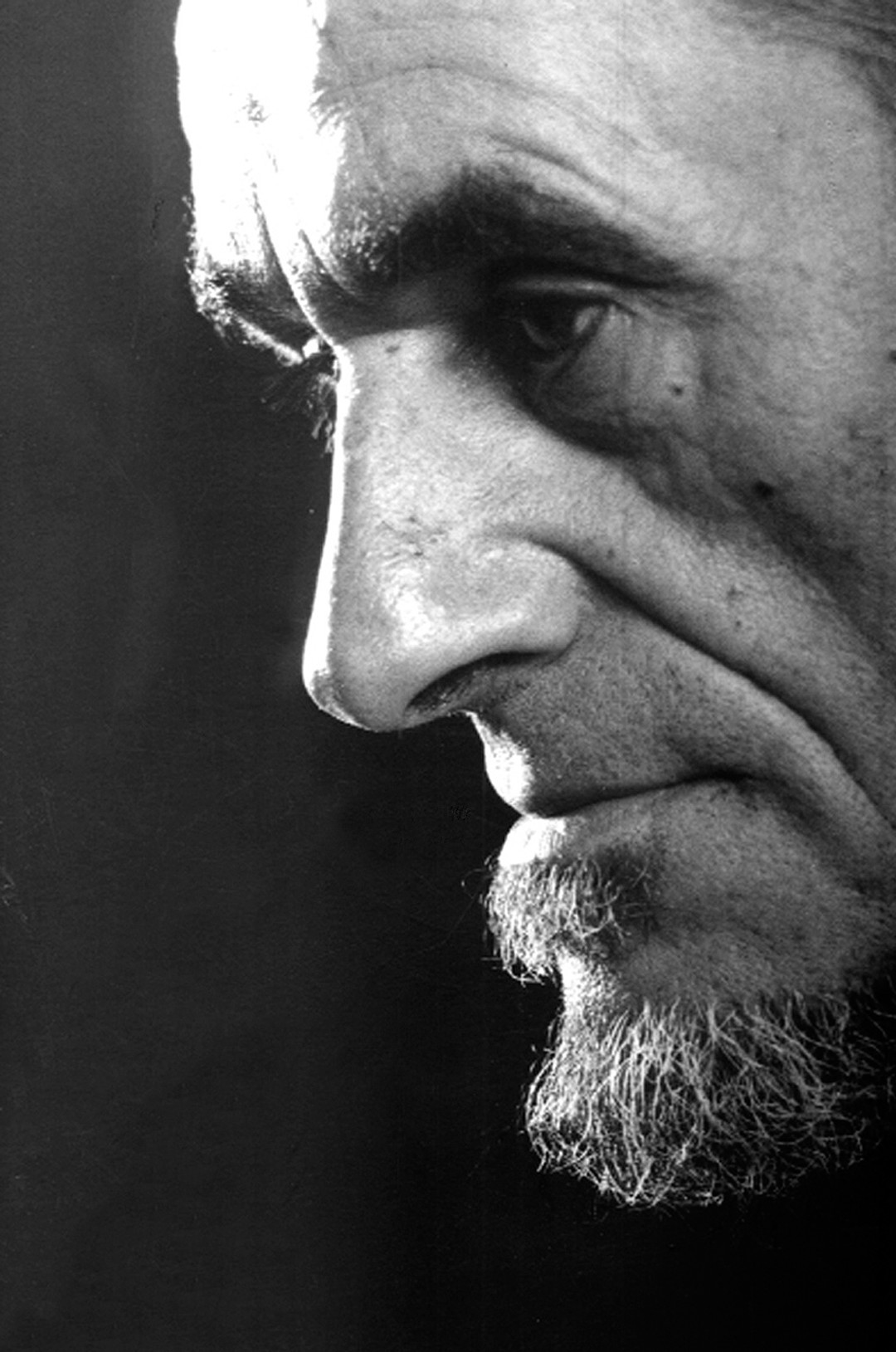
Fred G. Hellwig, Kunstschmied

Fred G. Hellwig (* 30. Oktober 1919 in Strehlen, Provinz Niederschlesien; † 3. März 1992 in Krautheim) war ein deutscher Kunstschmied und Bildhauer, Metallplastiker und Raumgestalter, experimenteller Maler, Former, Schneider, Medailleur und Industriedesigner.

## Leben

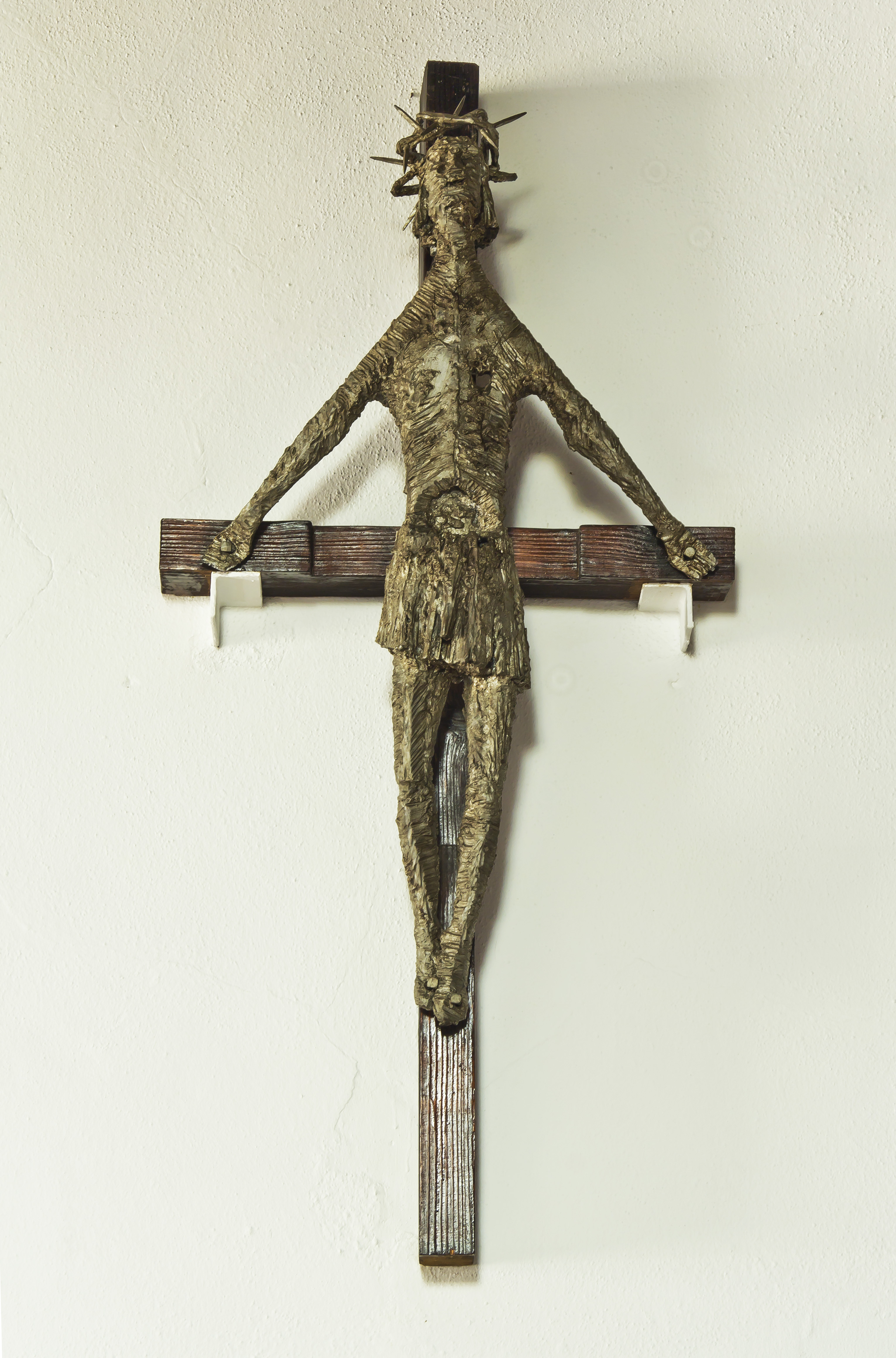
Kruzifix, Ermita de San Telmo, Puerto de la Cruz, Tenerife

Fritz Gustav Waldemar Hellwig wurde als jüngster Sohn des Strehlener Schmieds Fritz Karl Hellwig und Marie, Elise, Lydia Pfeiffer geboren. In 6. Generation wurde er im väterlichen Betrieb zum Schmied ausgebildet. 1939 wurde er persönlicher Assistent von Julius Schramm in Berlin. Im gleichen Jahr begann er sein Studium an der „Staatsschule für angewandte Kunst“, welche 1940 zur „Akademie der bildenden Künste Nürnberg“ umbenannt wurde.
Nach der Flucht aus Schlesien ließ er sich in Dortmund nieder. Dort heiratete er die Künstlerin und Modedesignerin Gertrude Haselhoff. Hier fand er die Stätte seines künstlerischen Wirkens und machte sich schnell als freischaffender Metallplastiker, Skulpteur und Kunstschmied einen Namen weit über die Stadtgrenzen hinaus. In den 1950er und 60er Jahren galt er als Planer und Gestalter bei wesentlicher Bauvorhaben Dortmunder Behörden insbesondere dem Stadthochbauamt.
Anfang der 1970er Jahre zog das Künstlerehepaar nach El Sauzal auf der Insel Teneriffa. Für die damals von der katholischen Auslandsgemeinde renovierte Kapelle San Telmo in Puerto de la Cruz entwarf und schmiedete er sowohl ein Kruzifix, wie auch die großen Deckenleuchten. Mitte der 70er Jahre kehrte das Ehepaar nach Deutschland zurück und siedelte sich im Haus Greif in Grevenstein an. 1974 gestaltete er die "Europa auf dem Stier", eine Metallplastik in Dortmund am alten Markt. Ende der 70er Jahre zog das Ehepaar weiter nach Süddeutschland ins baden-württembergische Krautheim.

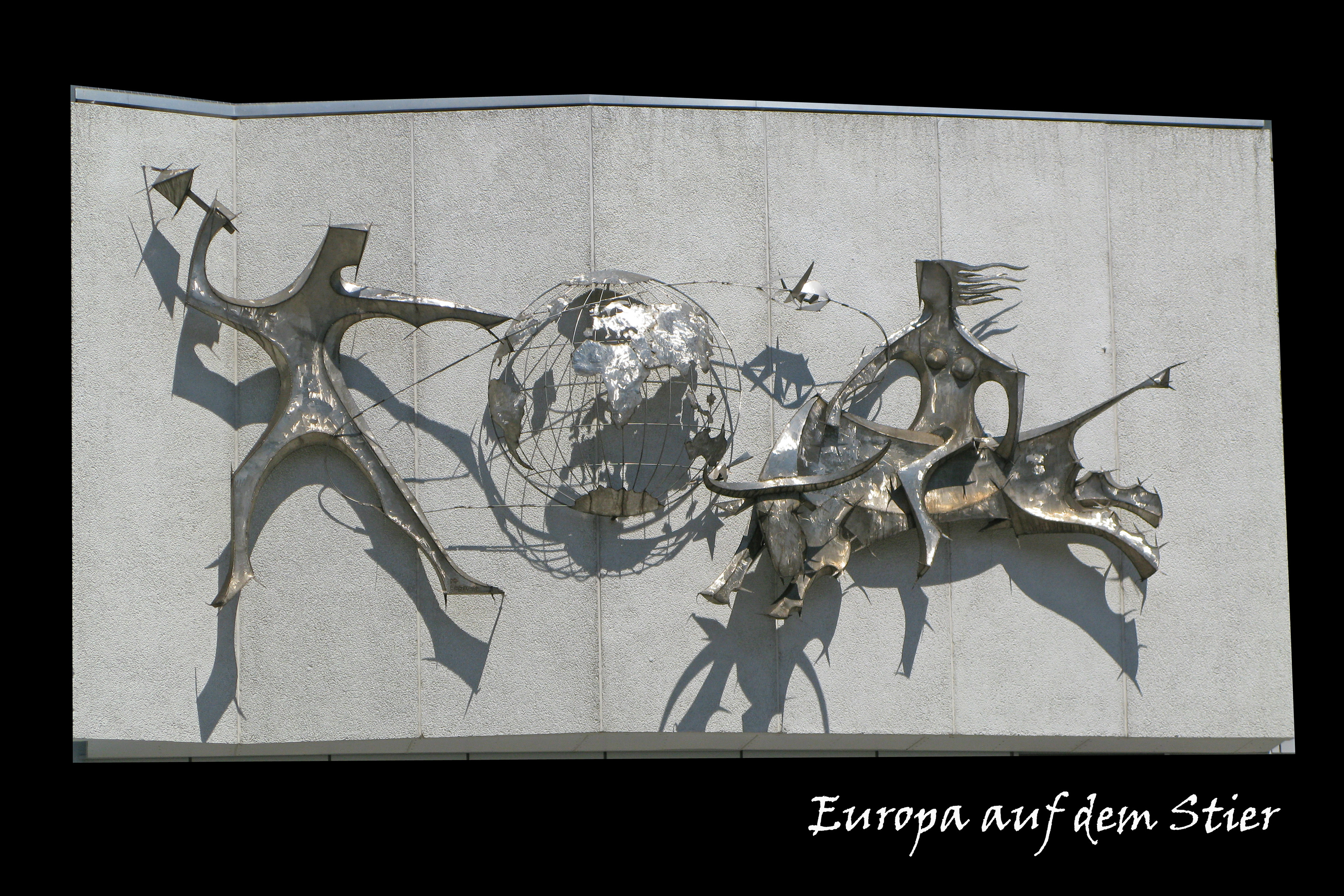
Europa auf dem Stier, Dortmund

## Werke im öffentlichen Raum
- Europa auf dem Stier.[4] 1974. Die Metallplastik befindet sich am „Alten Markt“ in der Dortmunder Innenstadt, hier hängt sie hoch oben an einer Geschäftshausfassade auf weißen Waschbeton. Auftraggeber: Linnert Dortmund.
- Türflügel mit symbolischen Reliefdarstellungen.[5] Dortmund, Stadthaus, Kleppingstraße, Auftraggeber: Stadt Dortmund, 1954/1955.
- Metallrelief.[6] Das Metallrelief hängt an einer Wohnhausfassade in Dortmund, Wilhelm-Crüwelstraße 20, Auftraggeber: Continentale Versicherungsgruppe, 1956–1958.
- Cruzifix. Ermita de San Telmo.[7] Puerto de la Cruz.Teneriffa, 1968.

## Auszeichnungen
- 1965: Stiftung Jugend und Kunst
- 1968: Prämie der Accademia internazionale Rom